# Hipster

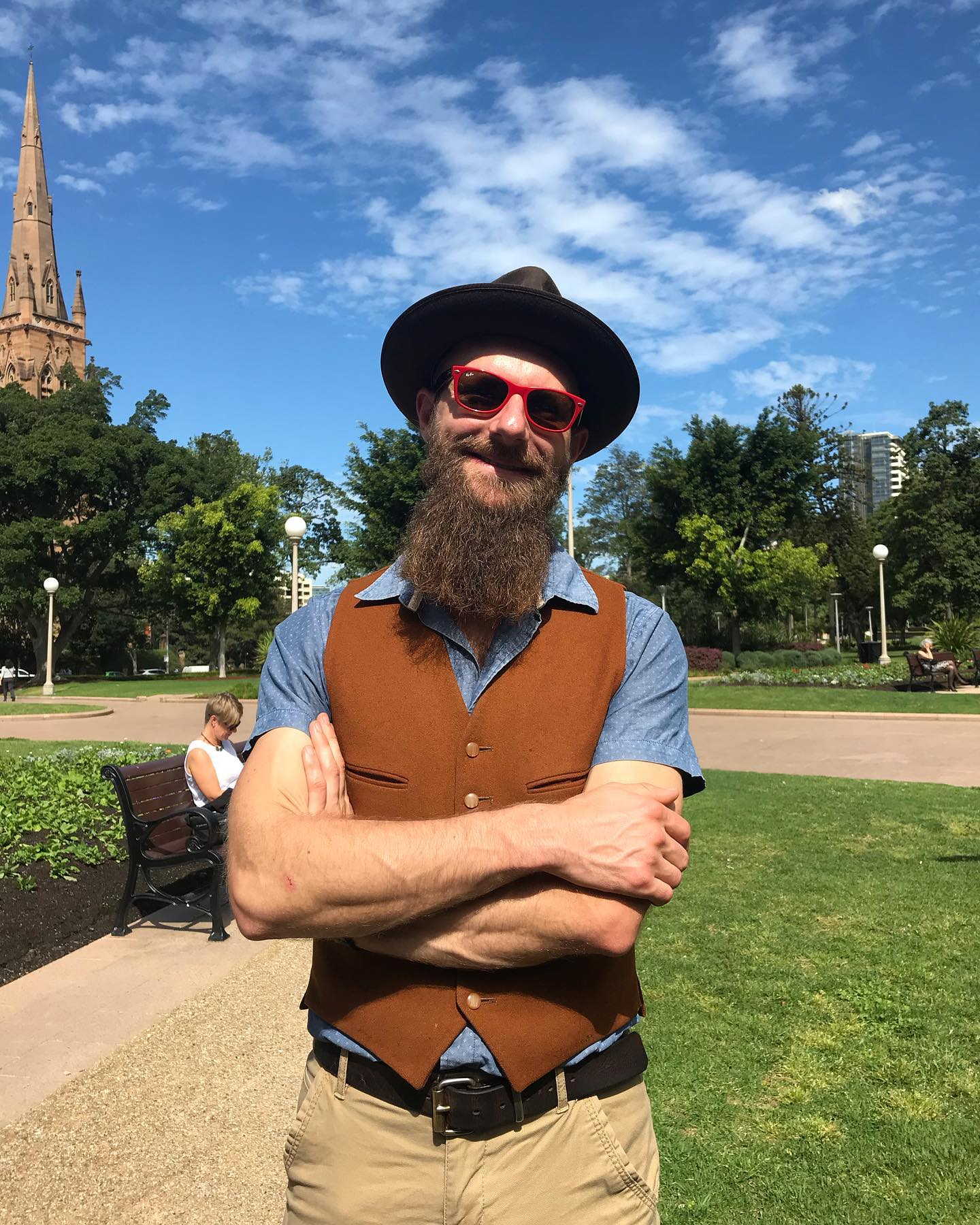
Příklad typického hipstera (styl oblečení a vousů)

Hipster je termín označující příslušníka společenské subkultury. Jedná se o osobu v nezávislém věkovém rozpětí, která si zakládá na tom, že je nezávislá v myšlení, odívání i případné tvorbě. Často přejímá nejnovější trendy v hudbě, módě i dalších kulturních aspektech. Díky tomu je tato subkultura názorově i vzhledově konzistentní.

## Vznik a původní význam
Existuje několik teorií, jak samotný pojem hipster vznikl. Termín nejspíše pochází z prostředí bílých amerických jazzových hráčů 40. let, kdy slovo „hip“ popisuje milovníky rostoucí jazzové scény. Nebo vzešel ze západoafrického slova „hipi“, což znamená „otevřít někomu oči“. Další možností je, že slovo hipster bylo odvozeno z anglického výrazu pro kyčel – hip, kdy jazzoví umělci leželi na boku (kyčli) a kouřili opium. Howard Becker v roce 1963 zveřejnil výsledky své studie, v nichž popsal jejich subkulturu a identifikoval dvě skupiny: „hips“ a „squares“. První z nich šli proti masám, hráli co chtěli, dávali najevo svou nadřazenost a pohrdání mainstreamem a ostatními lidmi, především komerčním publikem. Druhá skupina se přizpůsobila komerčním tlakům a hrála to, co si publikum žádalo.
Podobně Ned Polsky v polovině 60. let zkoumal beatniky z Greenwich Village a kromě uvedených dvou termínů popsal ještě třetí kategorii nazvanou „hipster“. Mělo jít o člověka, který sdílel zaujetí beatniků pro drogy a jazz, ale při tom se dokázal projevit i jako „hip“.
Spisovatel Norman Mailer popsal v roce 1957 ve své eseji Bílý černoch hipstera jako „nihilistického bohéma a utlačovaného černocha“.
O hipsterech se lze dočíst i v knize Williama S. Burroughse Feťák z roku 1953 či dalším beatnickém díle Kvílení od Allena Ginsberga (1956).

## Současné pojetí

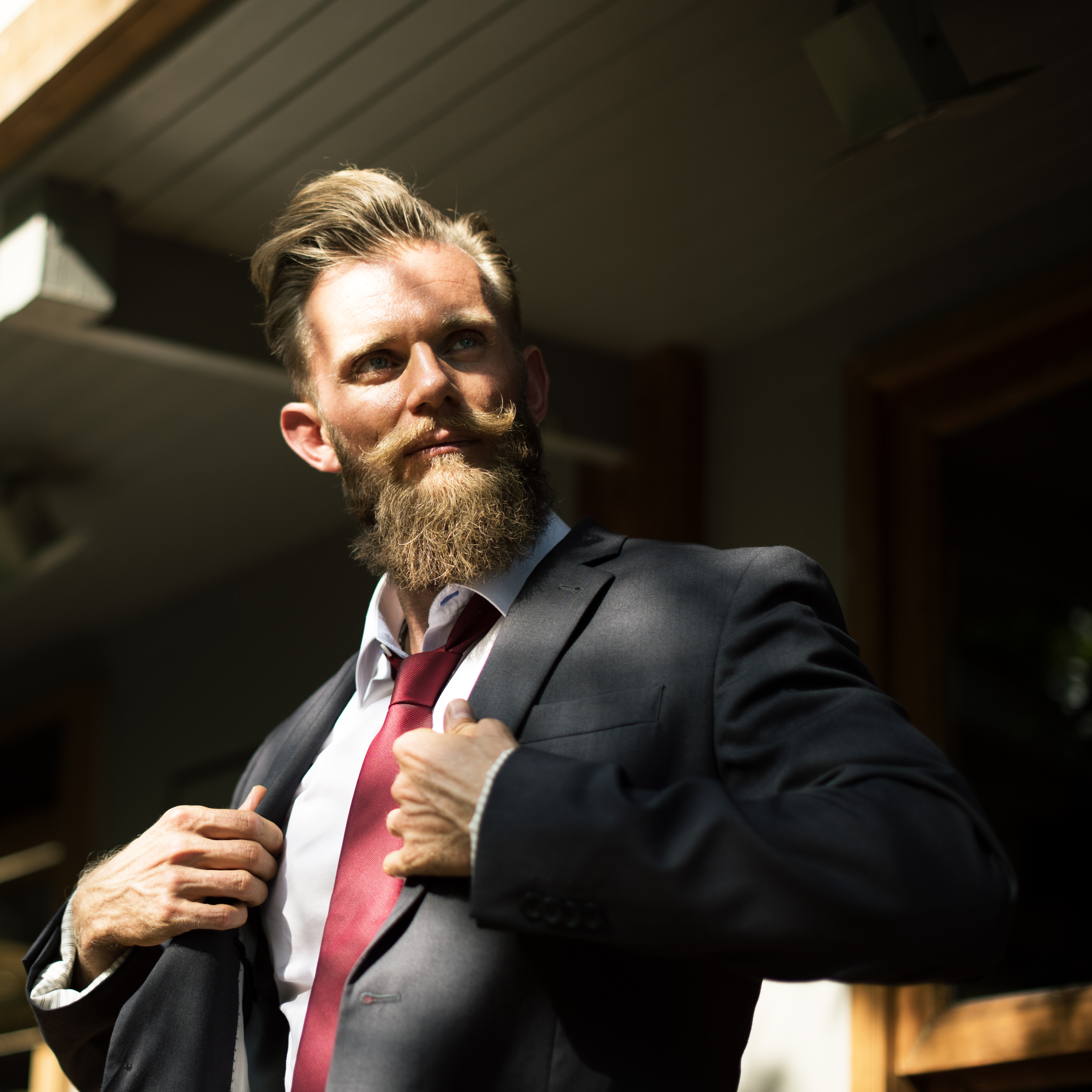
Plnovous a upravený knír jsou častými atributy hipsterů

Od 90. let se termín hipster začal používat v trochu odlišném pojetí, které přetrvává dosud. V české společnosti je tímto slovem často nazván mladistvý jedinec s vyhraněným stylem života, jednání a oblékání, který se snaží působit originálně, a přesto pouze kopíruje předchozí vzory, kteří s daným originálním prvkem přišli o několik let dříve, a tím opět zapadá do stáda běžnosti. Toto pojetí hipsterů není úplně správné, nicméně je rozšířeným pojmem.
V současnosti lze takzvaného hipstera velice jednoduše identifikovat od nehipstera, a to jednak podle vzhledu, ale také podle stylu života. Hipsterská móda zahrnuje často brýle s průhlednými i nedioptrickými skly v těžkých černých obroučkách, upnuté kalhoty jak u žen, tak u mužů, flanelové košile a stará saka, která často vytvářejí rádoby otrhaný umělecký vzhled, nebo kšandy. Ve vlasových sestřizích se často objevuje typ „štětec“ – ofina a vyholené části hlavy „na ježka“ zejména v okolí uší. Časté jsou obří vlněné čepice i v teplejších obdobích. Hipsteři většinou studují, nejčastěji humanitní vědy, a často se zdržují v kavárnách, na vernisážích, výstavách, koncertech širší veřejnosti neznámých smoothjazzových saxofonistů, graffiti soutěžích a podobných neběžných místech. Stejně jako u lidí, kteří se řadili k původním hippies, i pro hipstery je typický mladý věk maximálně do 30 let (případně ve věkovém rozpětí dvacátníků a třicátníků) a nemanželský život.

## Obměny termínu

### Mipster
Mipster, tedy jakýsi „muslimský hipster“, je člověk, který zapadá do soudobé kategorie hipsterů, k tomu však vyznává islámskou víru. V rovině módy tedy patří k oblečení mipsterské dívky i hidžáb.

### Nipster
Nipster či „nazi-hipster“ je termín spojující nacionalismus s urbánní módou hipsterů. Jde o hledání nové image krajně pravicového hnutí (neonacismus) pronikáním do městských subkultur. Ve stylu oblékání jde o posun od tzv. „bomberů“ a holých hlav k úzkým kalhotám a plnovousům.